# JDS Amatsukaze (DDG-163)
JDS Amatsukaze (DDG-163) (tiếng Nhật: あまつかぜ (護衛艦) là một tàu khu trục mang tên lửa có điều khiển (DDG) thuộc Lực lượng Phòng vệ trên biển Nhật Bản (JMSDF). Đây cũng là tàu chiến đầu tiên của Nhật Bản được trang bị tên lửa đất đối không.

## Lịch sử phát triển
Tháng 11 năm 1957, trong một cuộc gặp mặt tại Tokyo, Tham mưu trưởng Lực lượng Phòng vệ trên Biển Nhật Bản Hiroshi Nagasawa đã đề cập với người đồng cấp Liên bang Mỹ Arleigh Burke về việc Mỹ chuyển giao cho JMSDF các loại tên lửa phòng không tiên tiến. Sau nhiều cuộc đàm phán liên tục, Nhật Bản đã rất khó khăn mới có thể nhận được sự đồng ý của Chính phủ Mỹ. Năm 1958, một thỏa thuận hợp tác quốc phòng đã được Quốc hội Mỹ thông qua. Sự kiện này đánh dấu Nhật Bản trở thành một trong những quốc gia đồng minh đầu tiên của Mỹ được trang bị hệ thống RIM-24B Tartar của Mỹ (một trường hợp khác là lớp tàu khu trục T-47 của Pháp). Trong hai năm 1958 - 1959, JMSDF đã cử nhiều binh sĩ sang Mỹ tham gia các khóa huấn luyện cách vận hành hệ thống tên lửa đất đối không RIM-24B Tartar.
Chương trình phát triển tàu khu trục mới đã được Chính phủ Nhật tiến hành phê chuẩn ngân sách tài chính vào năm 1960 (Chiêu Hòa 35) được định danh là lớp Amatsukaze. Thân tàu được đóng mới bởi Nhà máy đóng tàu và máy móc Nagasaki thuộc Mitsubishi Heavy Industries. Dự án đóng mới được khởi công ngày 29 tháng 11 năm 1962. Tàu được hạ thủy vào ngày 5 tháng 10 năm 1963 và đi vào hoạt động ngày 15 tháng 2 năm 1965, sau đó nó được biên chế cho Hải đoàn hộ vệ số 1.
Ban đầu, Amatsukaze dự định được đóng như một biến thể tàu khu trục mang tên lửa có điều khiển (DDG) dựa trên nền tảng của lớp Akizuki. Nhật Bản sẽ đảm nhận phần đóng tàu, phía Mỹ lắp đặt các trang thiết bị điện tử và hệ thống vũ khí. Tuy nhiên, vào mùa hè năm 1962, khi chương trình được bắt đầu, một vấn đề kỹ thuật nghiêm trọng đã xảy ra, hệ thống Tartar hóa ra lớn hơn so với các dự kiến của các kỹ sư JMSDF. Để khắc phục, phía Nhật đã cho thiết kế lại mới hoàn toàn Amatsukaze. Phần thân của tàu được mở rộng để lắp đặt các hệ thống vũ khí và hệ thống động lực 60.000 mã lực mới, cấu trúc thượng tầng được thiết kế lại dựa trên thiết kế của lớp Isuzu. Lượng giãn nước của tàu cũng vì thế mà tăng thêm khoảng 400 tấn so với ban đầu.
Ngoài ra, do gánh nặng tài chính của các hệ thống vũ khí mới nên gần như phần lớn các thiết bị điện tử đều được Nhật Bản tận dụng lại từ thiết kế của lớp Ayanami. Hệ thống vũ khí RIM-24B Tatar đã để lại ấn tượng tích cực mạnh lên JMSDF, nhưng nó quá đắt đỏ để có thể trang bị cho chiếc DDG thứ hai. Sau đó, JMSDF đã phải chờ thêm 10 năm để đóng mới thêm tàu thứ hai của lớp này. Tuy nhiên, trong quá trình đóng, phát hiện ra là thiết kế của tàu có khả năng để tiếp tục phát triển. Kết quả là các tàu còn lại thuộc lớp Amatsukaze đã tiến hành cải tiến, nâng cấp  và được đổi tên thành tàu khu trục lớp Tachikaze

## Trang bị

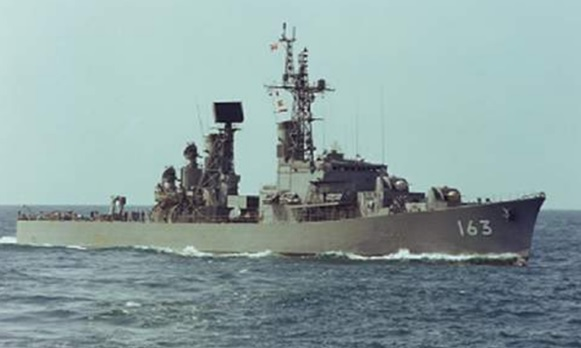

Hệ thống tên lửa đất đối không tầm ngắn RIM-24 Tartar là hệ thống vũ khí chính của tàu, tên lửa được phóng từ bệ phóng Mk-13 mod 0 nòng đôi bố trí ở phía sau đuôi tàu. Tên lửa Tartar được điều khiển bởi 2 hệ thống kiểm soát tên lửa Mk-74 và 1 radar kiểm soát hỏa lực AN/SPG-51B. Hệ thống cảm biến của tàu bao gồm radar cảnh giới trên không 3D AN/SPS-39 được lắp đặt phía trước ống khói thứ hai của tàu và radar tìm kiếm trên không tầm xa AN/SPS-29A lắp đặt phía trước của ống khói đầu tiên. Các radar này tạo thành một hệ thống tích hợp được kết nối trực tiếp với nhau bằng điện, đây là một bước đột phá, trái ngược với tất cả các hệ thống vũ khí khác thời đó được kết nối thông qua liên lạc nội bộ và vận hành bằng sức người.
Thoạt tiên, Amatsukaze dự định được trang bị pháo hạm Mk-42 mod 7 của Mỹ; nhưng sau đó, do vấn đề ngân sách, hai pháo phòng không nòng đôi Type 57 76mm và 2 radar điều khiển hỏa lực Mk-63 mod 14 đã được bổ sung để thay thế. Về chống ngầm, tàu được lắp đặt các hệ thống sonar AN/SQS-4 và AN/SQR-8. AN/SQS-4 hoạt động trên tần số 8 ~ 14 kHz, cho phép phát hiện mục tiêu ở khoảng cách 4.600 mét, tại Mỹ các khu trục hạm lớp Dealey đã được trang bị loại sonar này vào năm 1954. Tàu còn được trang bị 2 bệ súng cối chống ngầm Mk-15 Hedgehog xoay được và 2 bệ phóng ngư lôi tầm ngắn ba ống phóng Mk-2 (dùng cho ngư lôi Mk-32).Trong tác chiến điện tử, tàu được lắp đặt hệ thống chiến tranh điện tử tích hợp ESM NOLR-1B do NEC sản xuất. NOLR-1B được dùng để dò tìm tín hiệu vô tuyến phát từ radar tàu và tên lửa đối phương, đồng thời phát tín hiệu gây nhiễu gây khó khăn cho đối phương trong việc phát hiện và tấn công tàu.

### Nâng cấp.

#### 1967-68 / Chiêu Hòa 42-43
Tronh gia đoạn 1967-1968, các hệ thống AN/SQS-4 và AN/SQR-8 đã được loại bỏ và được thay thế bằng hệ thống sonar kết hợp chủ/bị động phát hiện và xác định vị trí tàu ngầm AN/SQS-23. AN/SQS-23 là loại sonar hoạt động trên tần số thấp. Anten của AN/SQS-23 được được gắn cố định trong quả cầu hình giọt nước ở mũi tàu, anten được tách rời khỏi các khoang trên tàu bằng bộ phận cách âm, giảm tối thiểu nhiễu thủy âm khi sonar hoạt động.  
Ngoài ra, để tăng cường khả năng chống ngầm, các hệ thống vũ khí chống ngầm cũ được thay bằng 1 cụm phóng ngư lôi với 3 ống phóng 324mm Type 68 sử dụng ngư lôi Mk-46 và 1 hệ thống 8 ống phóng Mk-112 (tương thích với 8 tên lửa chống ngầm RUR-5 ASROC), trong đó các cụm ống phóng có thể nâng hạ gần thẳng đứng để phóng tên lửa chống ngầm.

#### 1969-72 / Chiêu Hòa 44-47
Radar cảnh giới trên không 3D AN/SPS-39 được thay thế bằng loại AN/SPS-39A. Ngoài ra, radar kiểm soát hỏa lực AN/SPG-51B cũng được thay thế bằng AN / SPG-51C để tương thích với hệ thống tên lửa RIM-66A SM-1A mới.
1977-78 / Chiêu Hòa 52-53
Các hệ thống kiểm soát tên lửa cũ được thay thế bằng các hệ thống Mk-152 và Mk-118 mới.

#### 1982-83 / Showa 57-58
Trong các chương trình nâng cấp vào thập niên 1980, với sự phát triển của lớp tàu khu trục Hatsuyuki, nhiều hệ thống điện tử và vũ khí mới của lớp tàu này đã được tích hợp cho tàu Amatsukaze. Radar điều khiển hỏa lực FCS-2-21D do Nhật tự sản xuất trong nước được lắp đặt thay thế cho các hệ thống của Mỹ. Hệ thống chiến tranh điện tử tích hợp ESM NOLR-1B được thay thế bằng tổ hợp các hệ thống chiến tranh điện tử tích hợp ESM NOLR-6C, OLT-3 ECM và radar cảnh báo OLR-9B. Các hệ thống này được kết nối với nhau để thực hiện việc dò tìm tín hiệu vô tuyến phát từ radar tàu và tên lửa đối phương, đồng thời phát tín hiệu gây nhiễu làm nhiễu đầu dò radar của tên lửa chống hạm, khiến chúng bám theo các mục tiêu ảo hoặc giảm tầm hiệu quả của đầu dò, cho phép tàu tránh được tên lửa. Các hệ thống này thường kết hợp với hệ thống mồi bẫy Mk-36 SRBOC. Cơ chế hoạt động của nó là phóng ra các rocket thả lá nhôm, tạo ra mục tiêu giả, gây nhầm lẫn cho đầu dò của tên lửa đang hướng đến.
Ngoài ra, anten của hệ thống liên lạc vệ tinh SUPERBIRD cũng được lắp đặt trong đợt bảo trì thường niên vào năm 1990.

## Hệ thống động lực
Hệ thống động lực của tàu khu trục lớp Amatsukaze gồm 2 động cơ tuabin hơi nước  IHI / GE 1 trục và 2 nồi hơi IHI Model FWD2, có tổng công suất 60.000 mã lực. Ngoài ra, tàu còn được lắp đặt 2 máy phát điện diesel và 2 máy phát điện tuabin hơi nước công suất 250 kVA, bên cạnh đó còn có 1 máy phát điện diesel phụ trợ, giúp tàu có thể  hoạt động trong điều kiện không thể sử dụng các động cơ chính. Hệ thống động lực này giúp tàu đạt tốc độ tối đa 32 hải lý/giờ, phạm vi hoạt động 6000 hải lý với tốc độ 20 hải lý/giờ.

## Lịch sử hoạt động
Tàu Amatsukaze được đóng mới bởi Nhà máy đóng tàu và máy móc Nagasaki thuộc Mitsubishi Heavy Industries. Dự án đóng mới được khởi công ngày 29 tháng 11 năm 1962. Tàu được hạ thủy vào ngày 5 tháng 10 năm 1963 và đi vào hoạt động ngày 15 tháng 2 năm 1965, sau đó nó được biên chế cho Hải đoàn hộ vệ số 1.
Từ ngày 1 tháng 7 đến ngày 31 tháng 7 cùng năm, tàu tham gia tập trận tại Guam cùng với các tàu JDS Haruna, JDS Mochizuki và JDS Nagatsuki.
Tham gia Cuộc tập trận RIMPAC 1980 từ ngày 26 tháng 2 đến ngày 18 tháng 3, cuộc tập trận chung đầu tiên của JMSDF, với tàu JDS Hiei và 8 máy bay tuần thám P-2J. Tàu quay trở lại Nhật Bản vào ngày 2 tháng 4.
Từ ngày 1 tháng 7 đến ngày 31 tháng 7 năm 1992, tham gia tập trận tại Philippines cùng với các tàu JDS Setoyuki , JDS Asayuki và JDS Mineyuki .
Được loại khỏi Đăng bạ Hải quân vào ngày 29 tháng 11 năm 1995. Sau đó, tàu bị đánh chìm bằng tên lửa chống hạm ngoài khơi Vịnh Wakasa. Hiện nay, một chân vịt của tàu đang được trưng bày tại Quân đoàn Huấn luyện Yokosuka, chân vịt mạn phải được đặt tại Căn cứ hải quân Yokosuka và mỏ neo được đặt tại Căn cứ hải quân Maizuru.

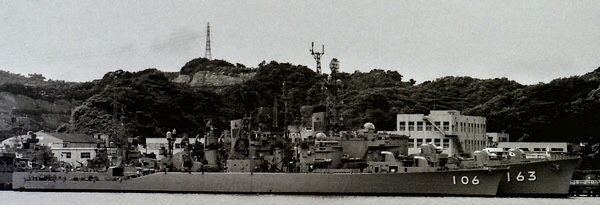
JDS Shikinami (DD-106) và JDS Amatsukaze (DDG-163).
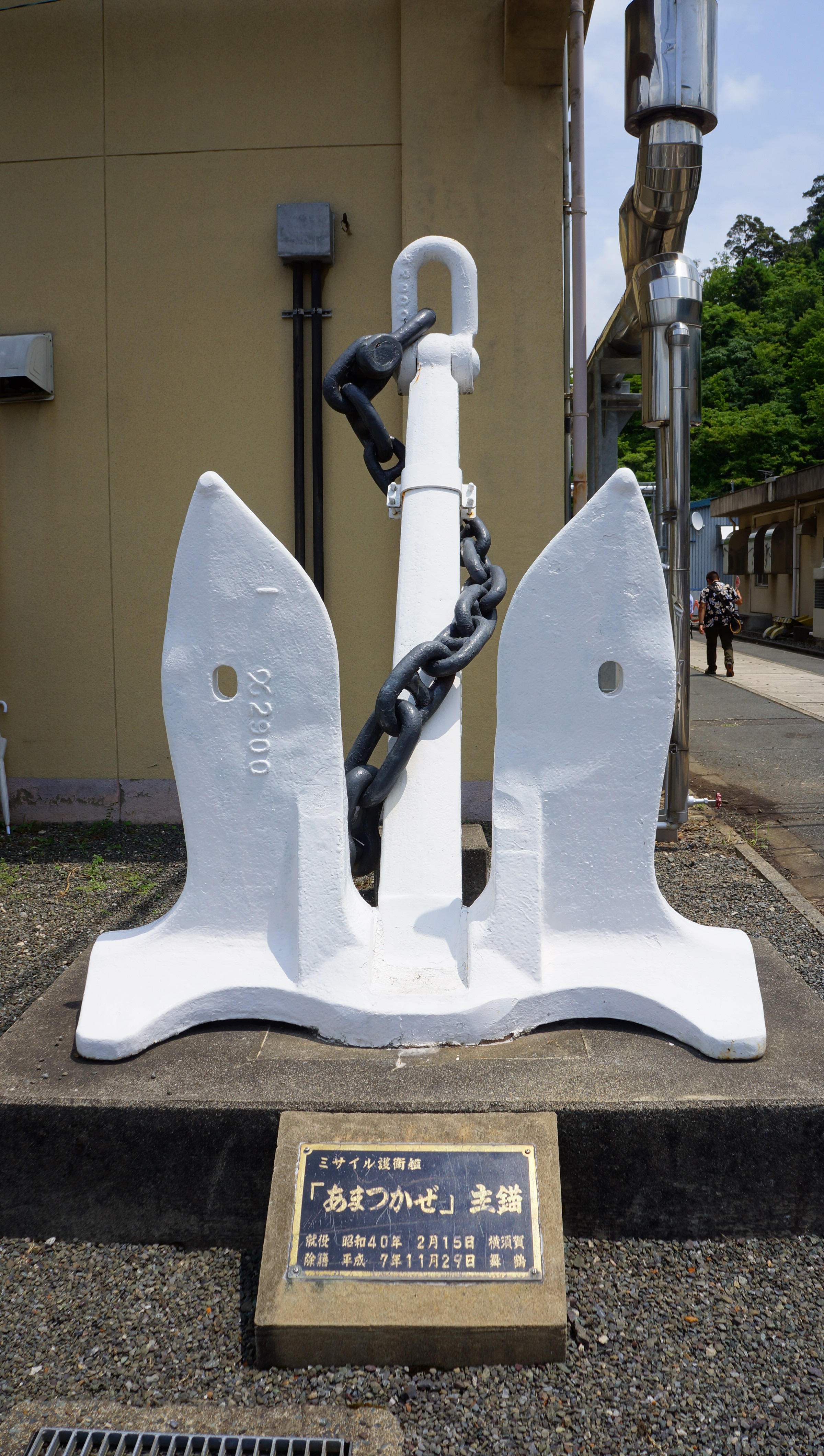
Mỏ neo của JDS Amatsukaze được trưng bày tại Căn cứ Hải quân Maizuru.
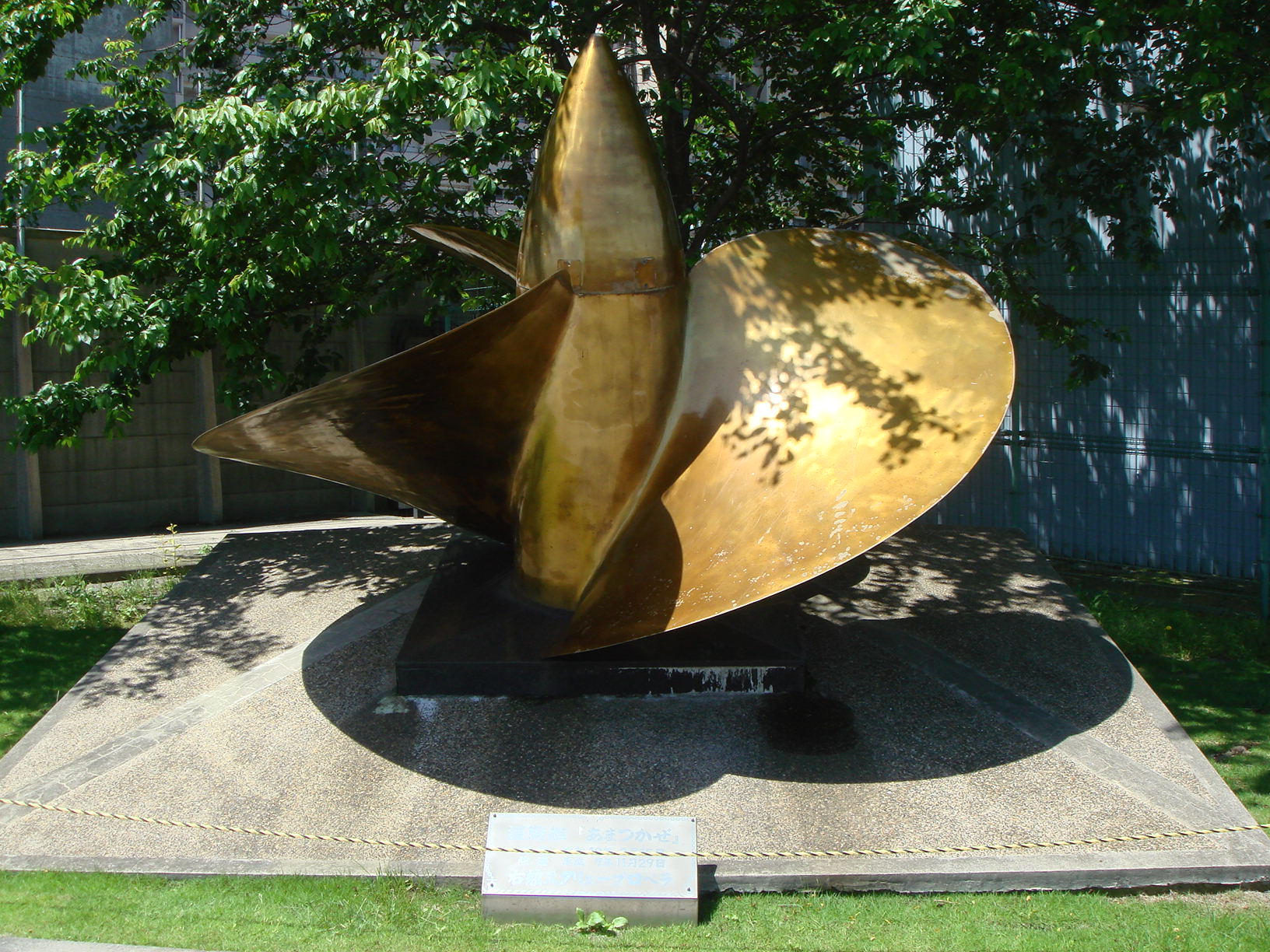
Chân vịt mạn phải của JDS Amatsukaze được trưng bày tại Căn cứ Hải quân Yokosuka.

## Các mục liên quan
- Tư liệu liên quan tới Tàu khu trục lớp Amatsukaze tại Wikimedia Commons